# Listă cu recorduri de scufundare cu aparat autonom de respirat sub apă
| Adâncime (m) | Anul | Nume                             | Locație                            | Amestec respirator    |
| ------------ | ---- | -------------------------------- | ---------------------------------- | --------------------- |
| 75           | 1956 | Gary Salesman & Wally Jenkins    | Peșteră                            | Aer                   |
| 102          | 2016 | Maksim Astakhov, Aleksandr Gubin | sub gheață, Antarctica             | amestec respirator    |
| 106          | 1961 | Jean Clarke Samazen              | Florida                            | Aer                   |
| 107          | 1963 | Hal Watts                        | Florida                            | Aer                   |
| 109          | 1965 | Tom Mount & Frank Martz          |                                    | Aer                   |
| 118          | 1967 | Hal Watts & A.J. Muns            |                                    | Aer                   |
| 132          | 1968 | John J.Gruener & R. Neal Watson  |                                    | Aer                   |
| 201          | 1987 | Sheck Exley                      | Mexic-peșteră                      | Heliox                |
| 202          | 1994 | J.King                           | Dean's Blue Hole-Bahamas           | Heliox                |
| 202,5        | 2000 | B.Reymenants                     | Marea Roșie                        | Aer, Heliox           |
| 205          | 2005 | L. Cunningham & M. Andrews       | MV Jolanda-Marea Roșie-epavă       | Heliox, Trimix        |
| 208          | 1996 | Thoctaricles                     | Marea Mediterană                   | Aer, Heliox           |
| 208          | 2002 | Grzegorz Dominik                 | Marea Roșie                        | Aer, Heliox           |
| 211          | 2000 | Claudia Serpieri                 | Marea Mediternă                    | Aer, Heliox           |
| 220          | 1993 | Sheck Exley                      | Mexic-peșteră                      | Heliox                |
| 220          | 1998 | G.DeOliveira                     | Brazilia-peșteră                   | Heliox                |
| 220          | 2002 | Leigh Cunningham                 | Marea Roșie                        | Aer, Heliox           |
| 221          | 1961 | Hannes Keller & Ken McLeish      | Lacul Maggiore, Elveția            | Heliox                |
| 221 (fem.)   | 2004 | Verna Van Schaik                 | Boesmansgat, Africa de Sud-peșteră | Heliox                |
| 227          | 1993 | Jim Bowden                       | Mexic-peșteră                      | Heliox                |
| 230          | 1994 | Nuno Gomes                       | Africa de Sud-peșteră              | Heliox                |
| 236          | 1988 | Sheck Exley                      |                                    | Heliox                |
| 238          | 1988 | Sheck Exley                      | Mexic-peșteră                      | Heliox                |
| 240          | 1997 | P.Bernabe                        | Franța-Vaucluse                    | Heliox                |
| 240          | 2001 | Jens Hilbert                     | Marea Roșie                        | Aer, Heliox           |
| 240          | 2003 | Leigh Cunningham                 | Marea Roșie                        | Aer, Heliox           |
| 248          | 2005 | Don Sherley                      | Africa de Sud-peșteră              | Heliox                |
| 251          | 1993 | Jim Bowden                       | Mexic-peșteră                      | Heliox                |
| 252          | 1994 | Nuno Gomes                       | Africa de Sud-peșteră              | Heliox                |
| 254          | 2001 | John Bennett                     | Filipine                           | Aer, Heliox           |
| 263          | 1993 | Sheck Exley                      | Africa de Sud-peșteră              | Heliox                |
| 264          | 1989 | Sheck Exley                      | Mexic-peșteră                      | Heliox                |
| 270          | 2004 | Gilberto DeOliveira              | Lagoa Azul-peșteră                 | Heliox                |
| 270          | 2004 | David (Dave) Shaw                | Boesmansgat, Africa de Sud-peșteră | Heliox (recirculator) |
| 271          | 2004 | Nuno Gomes                       | Marea Roșie                        | Aer, Heliox, Trimix   |
| 274          | 2002 | Gilberto DeOliveira              | Brazilia-peșteră                   | Heliox                |
| 282          | 1994 | Jim Bowden                       | Mexic-peșteră                      | Heliox                |
| 282,6        | 1996 | Nuno Gomes                       | Africa de Sud-peșteră              | Heliox                |
| 303          | 1962 | Hannes Keller & Peter Small      | California                         | Heliox                |
| 308          | 2001 | John Bennett                     | Filipine                           | Aer, Heliox, Trimix   |
| 313          | 2003 | Mark Ellyat                      | Tailanda                           | Aer, Heliox, Trimix   |
| 318          | 2005 | Nuno Gomes                       | Marea Roșie                        | Aer, Heliox, Trimix   |
| 330          | 2005 | Pascal Bernabé                   | Corsica                            | Aer, Heliox, Trimix   |
| 332,35       | 2014 | Gamal Gabr                       | Dahab, Marea Roșie                 | Aer, Heliox, Trimix   |